# Ferdinand Molzer der Ältere
Ferdinand Molzer d. Ältere (* 30. November 1856 in Orth an der Donau; † 1928 in Wien) war ein österreichischer Orgelbauer.

## Leben
Ferdinand Molzer der Ältere erlernte den Orgelbau bei seinem älteren Bruder in Orth an der Donau, nach seinen Wanderjahren als Orgelbauer beschäftigte er sich auch mit dem Bau von Drehorgeln. Ab 1881 unterhielt er eine eigene Werkstätte in Wien, in der er auch Drehorgeln fertigte, die bis nach Italien exportiert wurden. Seine auch als „Werkeln“ bezeichneten Drehorgeln waren sehr bekannt. 1897 fertigte er für den Wiener Prater ein Orchestrion. 1904 stellte er ein Orchestrion mit pneumatischer Steuerung bzw. Traktur vor, das mittels Lochkarton gesteuert wurde.
Sein Sohn Ferdinand Molzer der Jüngere (1886–1970) führte den Betrieb fort.

## Werkliste
| Jahr | Ort           | Gebäude     | Bild | Manuale | Register | Bemerkungen                                                            |
| ---- | ------------- | ----------- | ---- | ------- | -------- | ---------------------------------------------------------------------- |
| 1897 | Wiener Prater | Orchestrion |      |         |          | 1949 durch neues Orchestrion von Ferdinand Molzer dem Jüngeren ersetzt |